# Кочуново (Нижньогородська область)
Кочуново (рос. Кочуново) — село в Бутурлинському районі Нижньогородської області Російської Федерації.
Населення становить 665 осіб. Входить до складу муніципального утворення Кочуновська сільрада.

## Історія
Від 2009 року входить до складу муніципального утворення Кочуновська сільрада.

## Населення
| 1999 | 2002 | 2010 |
| ---- | ---- | ---- |
| 925  | ↘803 | ↘665 |